# Грассер, Антон
Антон Грассер (нем. Anton Grasser; 3 ноября 1891 — 3 ноября 1976) — немецкий офицер, участник Первой и Второй мировых войн, генерал пехоты, кавалер Рыцарского креста с Дубовыми листьями.

## Начало военной карьеры
В октябре 1913 года поступил добровольцем (на один год) на военную службу рядовым, в пехотный полк. С апреля 1914 — ефрейтор.

## Первая мировая война
С 8 августа 1914 года — на фронте. С января 1915 года — унтер-офицер. С марта 1915 года — лейтенант резерва (то есть без окончания офицерского училища). С сентября 1916 года — командир пехотной роты. В ноябре 1916 года — тяжело ранен (в госпитале до июля 1917 года). За время войны награждён Железными крестами обеих степеней.

## Между мировыми войнами
В декабре 1918 года — уволен с военной службы. С апреля 1920 года — на службе в полиции (в звании лейтенанта).
С марта 1936 года — вновь на военной службе (в звании майора). К началу Второй мировой войны — командир пехотного батальона, подполковник.

## Вторая мировая война
С февраля 1940 года — командир пехотного полка.
В мае-июне 1940 года — участвовал во Французской кампании, награждён планками к Железным крестам обеих степеней (повторное награждение) и Рыцарским крестом (№ 79). С марта 1941 года — полковник.
С 22 июня 1941 года — участвовал в германо-советской войне. Бои на Украине.
С 25 января 1942 года — командир 25-й моторизованной дивизии. С апреля 1942 года — генерал-майор.
С января 1943 года — генерал-лейтенант. В марте 1943 года — награждён Немецким крестом в золоте. В июне 1943 года — 25-я моторизованная дивизия переименована в 25-ю танково-гренадерскую дивизию (то есть в её составе помимо двух пехотных полков — один танковый батальон). В декабре 1943 года — Грассер награждён Дубовыми листьями к Рыцарскому кресту.
С 16 февраля 1944 года — командующий 26-м армейским корпусом (в районе Нарвы). С мая 1944 — генерал пехоты.
С 22 января 1945 года — командующий 72-м армейским корпусом (в Венгрии). С 20 апреля 1945 — в командном резерве. После капитуляции Германии 8 мая 1945 года — взят в американский плен (отпущен на свободу в июле 1947).